# Curtici
Curtici (in ungherese Kürtös, in tedesco Kurtitsch), è una città della Romania di 8128 abitanti, ubicata nel distretto di Arad, nella regione storica della Transilvania.
Curtici, situata ai confini con l'Ungheria, a 17 km a Nord di Arad, è un importante nodo ferroviario, essendo la più grande stazione ferroviaria di confine, dove transitano in particolare i treni internazionali che collegano Bucarest a Budapest.

## Società

### Evoluzione demografica
In base al censimento del 2011, la popolazione della città ammonta a 6 849 abitanti. Dal punto di vista etnico la composizione è la seguente: 86,62% rumeni, 3,19% ungheresi, 9,35% rom, 0,11% tedeschi, 0,21% ucraini e 0,1% di altre o non dichiarate nazionalità.
| Anno | Popolazione | Incremento |
| ---- | ----------- | ---------- |
| 1977 | 11.104      | -          |
| 1992 | 9.987       | −10,1%     |
| 2002 | 9.762       | −2,3%      |
| 2011 | 6.849       | −29,8%     |